# Tellico Plains
Tellico Plains,Talikwa (Chirokezki Talikwa)  – miasto w Stanach Zjednoczonych, w stanie Tennessee, w hrabstwie Monroe.